# Melchior von Meckau
Melchior von Meckau (Meißen, 1440 – Roma, 3 de março de 1509) foi um cardeal e prelado católico alemão.

## Biografia

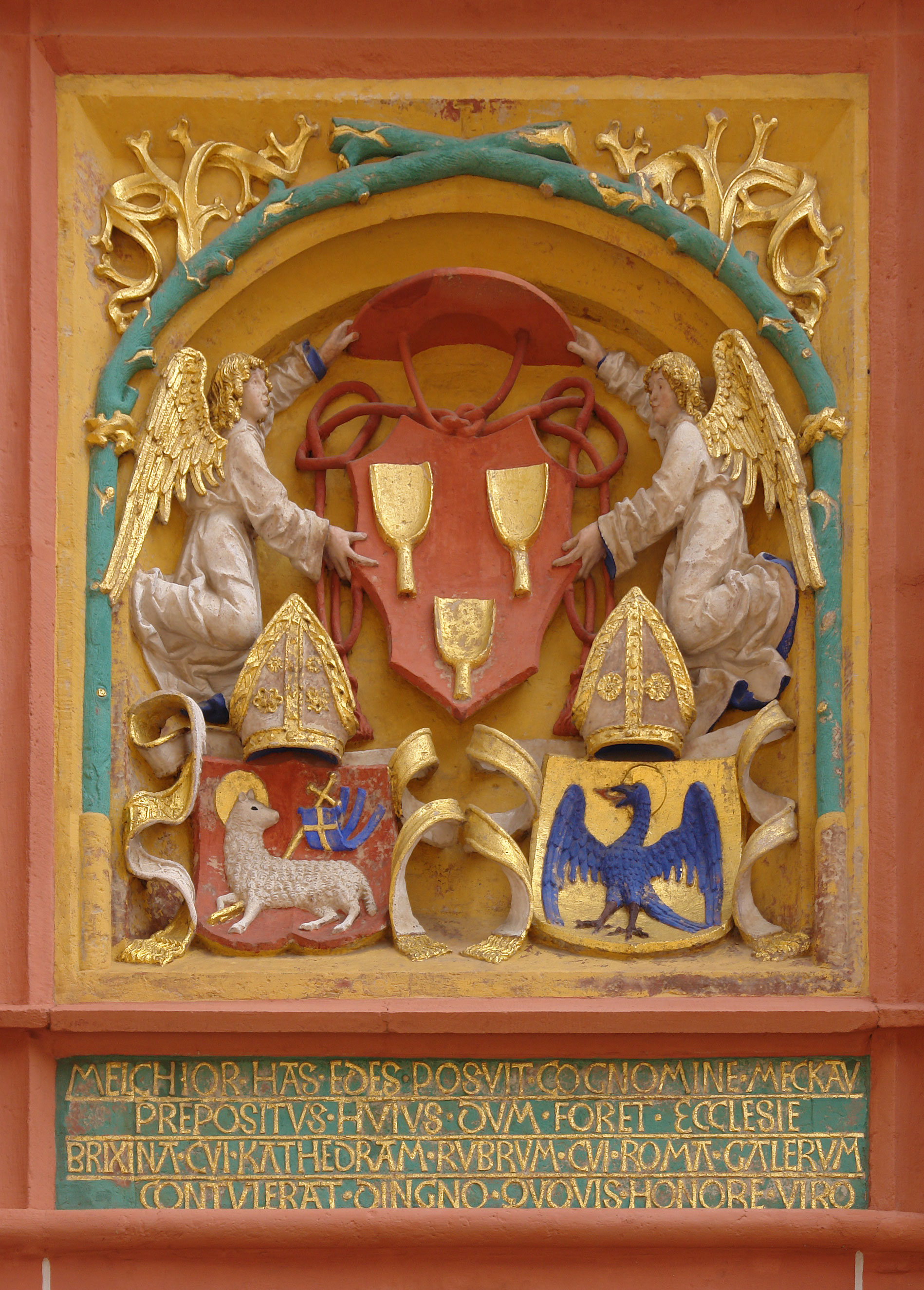
Brasão do Cardeal Melchior von Meckau

Melchior von Meckau nasceu em Meissen em 1440, filho de Gaspar von Meckau, que mais tarde se tornou conselheiro do imperador Maximiliano I.
Começou seus estudos em Leipzig em 1458 e continuou-os na Universidade de Bolonha em 1459. Após a conclusão, obteve o doutorado em direito pela Universidade de Bolonha.
Em 1470 tornou-se cônego da Catedral de Magdeburgo. Tendo se mudado para Roma, tornou-se secretário da Chancelaria dos Breves Apostólicos. Em 1473, o Papa Sisto IV o nomeou reitor do capítulo da Catedral de Meissen. Em 1473 foi também conselheiro de Sigismundo, Arquiduque da Áustria, tornando-se seu chanceler em 1481.  Ele também foi cônego da Catedral de Bressanone.
Em 20 de abril de 1482 foi nomeado bispo coadjutor de Georg Golser, príncipe-bispo de Brixen. Ele passou a maior parte do período seguinte com o arquiduque Sigismundo em Innsbruck até 1488, quando o bispo Gosler transferiu para ele a administração do principado episcopal. Recebeu a ordenação episcopal em 15 de julho deste ano, das mãos do Bispo Golser. Quando o Bispo Gosler morreu em 20 de junho de 1489, o Bispo Meckau o sucedeu como Príncipe-Bispo de Brixen.
Em novembro de 1489 celebrou um sínodo diocesano, onde o principal tema de discussão foi o breviário e o missal usados em Brixen. Em 1490 tornou-se cônego da Catedral de Saint Lambert em Liège.  Após a morte de Frederico III de Habsburgo, o novo imperador, Maximiliano I, deixou ao bispo Meckau o comando do governo territorial do Tirol. Ele foi um defensor ativo de Maximiliano, inclusive financeiramente, durante a Guerra da Suábia. Foi patrono das artes, da arquitetura e da literatura, tanto que foi chamado de "o primeiro bispo humanista".
O Papa Alexandre VI criou-o cardeal-presbítero no consistório de 31 de maio de 1503. No dia 12 de junho seguinte recebeu o título de São Nicolau entre as Imagens.
Ele não participou do conclave de setembro de 1503 que elegeu o Papa Pio III, mas esteve presente no conclave subsequente de outubro de 1503 que elegeu o Papa Júlio II.
O imperador Maximiliano nomeou-o embaixador para todos os assuntos relacionados com a sua coroação. O Cardeal Meckau visitou o Papa em Roma em 16 de dezembro de 1506 e depois visitou a República de Veneza, que havia proibido a passagem pelo seu território.
Em 5 de janeiro de 1507 optou pelo título de Santo Estêvão no Monte Celio.
Devido à intransigência da República de Veneza, Maximiliano não pôde ser coroado e teve que se mudar para Trento (esta foi uma das razões que levaram à Guerra da Liga de Cambrai.) Em fevereiro de 1507, Maximiliano declarou que era Sacro Imperador Romano, embora ainda não tivesse sido coroado; o Cardeal Meckau transmitiu esta decisão ao Papa, que deu o seu parecer favorável.
Ele morreu em Roma em 3 de março de 1509. Foi sepultado na Basílica de Santa Maria in Aracoeli.